# ࢷ
Pe petit mīm suscrit ‹ ࢷ › est une lettre additionnelle de l’alphabet arabe utilisée dans l’écriture du bravanais. Elle est composée d’un pe ‹ پ › diacrité d’un petit mīm suscrit.